# ひろしまVOICE
『ひろしまVOICE』（ひろしまボイス）は、広島ホームテレビで1999年4月5日から2000年3月31日まで夕方の報道・情報番組で1年間放送されたテレビ番組。

## 出演者
- 佐藤真由美
- 大松しんじ